# Rhinorex
Rhinorex (лат.) — род растительноядных птицетазовых динозавров из семейства гадрозаврид, обитавших в позднемеловую эпоху (около 75 млн лет назад) на территории современного штата Юта (США). Включает единственный вид — Rhinorex condrupus.

## История открытия и этимология названия
Остатки, впоследствии описанные как Rhinorex condrupus, случайно обнаружили в 1992 году двое студентов университета Южной Калифорнии, проводившие геологическое картирование в скалистом районе Бук-Клифс (формация Неслен, верхний мел) в штате Юта, США. После обнаружения остатки были выкопаны, а затем находились в палеонтологическом музее университета Бригама Янга (Юта). Череп, отпечатки кожи и части скелета были заключены в горной породе (помимо черепа, найдены позвоночный столб и части таза; поскольку скелет лежал на боку спиной вглубь скалы, конечности, по-видимому, утрачены), и для очистки черепа потребовалось несколько лет работы препараторов. Работу над скелетом также затормозило то обстоятельство, что вначале все силы были брошены на изучение отпечатков мягких тканей.
После освобождения от породы черепа динозавра он получил своё родовое имя благодаря массивной носовой кости, непохожей на носы других завролофин (Saurolophinae). Название Rhinorex происходит от др.-греч. ῥίς «нос» и лат. rex «царь». Видовое имя единственного известного вида R. condrupus, произведённое от латинских корней condo — хоронить и rupes — скалы, указывает на обстоятельства нахождения остатков.

## Внешний облик
Хотя работа по очистке скелета от камня продолжается, форма блоков песчаника, в которые он заключён, позволяет предположить, что скелет хорошо сохранился, за исключением смещения части хвоста.
Судя по сохранившимся костям, ринорекс, принадлежащий к подсемейству завролофин, достигал в длину 9 метров и весил 4 тонны. Передние конечности были в 2 раза короче задних. В носовой части черепа имелось большое утолщение. Крепкая шея и толстый хвост.
Максимальная высота черепа составляет 30 см, длина от макушки до кончика носа — 55 см; полную длину черепа установить невозможно из-за отсутствия затылочных костей. Значительное число характеристик черепа совпадает с аналогичными характеристиками у рода Gryposaurus, относящегося к зауролофинам, есть также черты, известные по остаткам другого рода зауролофин — Kritosaurus. Наиболее необычным является устройство носовой кости, на которой обнаружены мощные костяные утолщения, более массивные в своей задней части. У грипозавров тоже имелись костяные наросты вокруг ноздрей, но для них была характерна дугообразная форма в верхней части, а у нового рода такого постепенного понижения высоты нароста не найдено и утолщение, достигнув максимальной высоты, затем продолжается горизонтально к глазницам. Назначение огромного носа остаётся загадкой: если ринорекс не отличается принципиально от других гадрозавридов, он не должен был обладать особо острым чутьём. Американский палеонтолог Терри Гейтс высказывает гипотезу, согласно которой нос выполнял социальные функции и служил для привлечения особей противоположного пола или опознания сородичей. В то же время ринорекс лишён характерного для зауролофин головного гребня. Ещё одна отличительная черта анатомии ринорекса — расширяющийся кверху задний нижний отросток предчелюстной кости.

## Палеоэкология
Несленская геологическая формация, в которой был обнаружен ринорекс, считается чрезвычайно бедной на остатки динозавров. До настоящего времени в ней была обнаружена только неполная голень тираннозавра. Таким образом, задача описания экологической ниши нового рода является затруднительной. Скелет Rhinorex был найден в приустьевых речных наносах центральной Юты, что позволяет предполагать, что он обитал вблизи от морского побережья, в отличие от другого крупного гадрозаврида этого периода — грипозавра, по-видимому, населявшего более удалённые от моря районы (южная часть современной Юты), что позволяло бы им не делить между собой экологическую нишу. Напротив, более поздние остатки критозавров обнаружены в мексиканской верхнемеловой формации Серро-дель-Пуэбло в практически идентичных отложениях. В то же время остаётся возможность не совсем точной датировки остатков, и если ринорекс жил немного позже 75 млн лет назад, то ему не приходилось конкурировать с другими крупными гадрозавридами, а сам он мог быть потомком грипозавров и предком критозавров.